# Benedetto Accolti

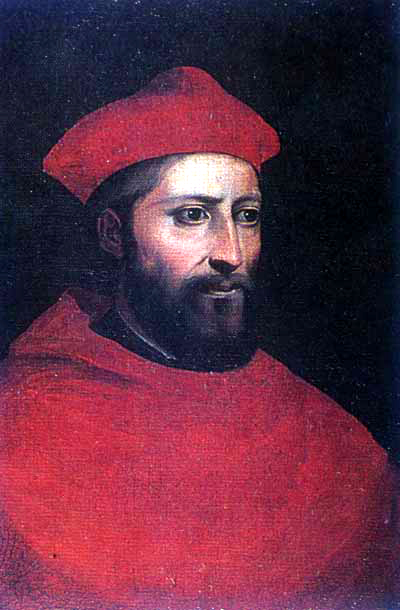
Kardinal Benedetto Accolti (Porträt von Bernardino Santini, Mitte 17. Jh.)

Benedetto Accolti (genannt der Jüngere; * 29. Oktober 1497 in Arezzo; † 21. September 1549 in Florenz) war von 1524 bis zu seinem Tode Erzbischof von Ravenna. Er war zugleich Kardinal der katholischen Kirche.
Benedetto Accolti war der Sohn von Michele Accolti und Lucrezia di Giovanni Alamanni di Montevarchi, Enkel des Humanisten Benedetto Accolti des Älteren sowie Neffe des Kardinals Pietro de Accolti, der sein Vorgänger als Erzbischof von Ravenna war. Er studierte Recht in Florenz und Pisa. Papst Clemens VII. erhob ihn während seines ersten Konsistoriums am 3. Mai 1527 zum Kardinal der Titelkirche Sant’Eusebio. Im Jahre 1535 wurde er unter mysteriösen Umständen in Gewahrsam genommen, wurde jedoch einige Monate später entlassen und mit einem großen Geldbetrag entschädigt. Er hinterließ einige Schriften auf Latein, wovon einige Gedichte in der Sammlung Quinque illustrium poetarum carmina im Jahre 1562 in Frankreich erschienen.
Sein Leichnam liegt in der Basilika San Lorenzo in Florenz begraben.